# خط إم1 السريع

شعار خط إم1 السريع

خط إم1 السريع هو خط سريع مهم يمتد من الشمال إلى الجنوب في إنكلترا، يقوم بوصل لندن بيوركشير، حيث يلتقي بعدها بخط الأي1(إم) قرب أبيرفورد. وبينما يعتبر الإم1 أول خط سريع بين المدن ليتم إكماله في المملكة المتحدة، ففي الحقيقة أن أول شارع تم بناءه إلى قياسات الخطوط السريعة في البلد كان مقتطع بريستن Preston Bypass، الذي أصبح لاحقاً جزءاً من خط إم6 السريع.

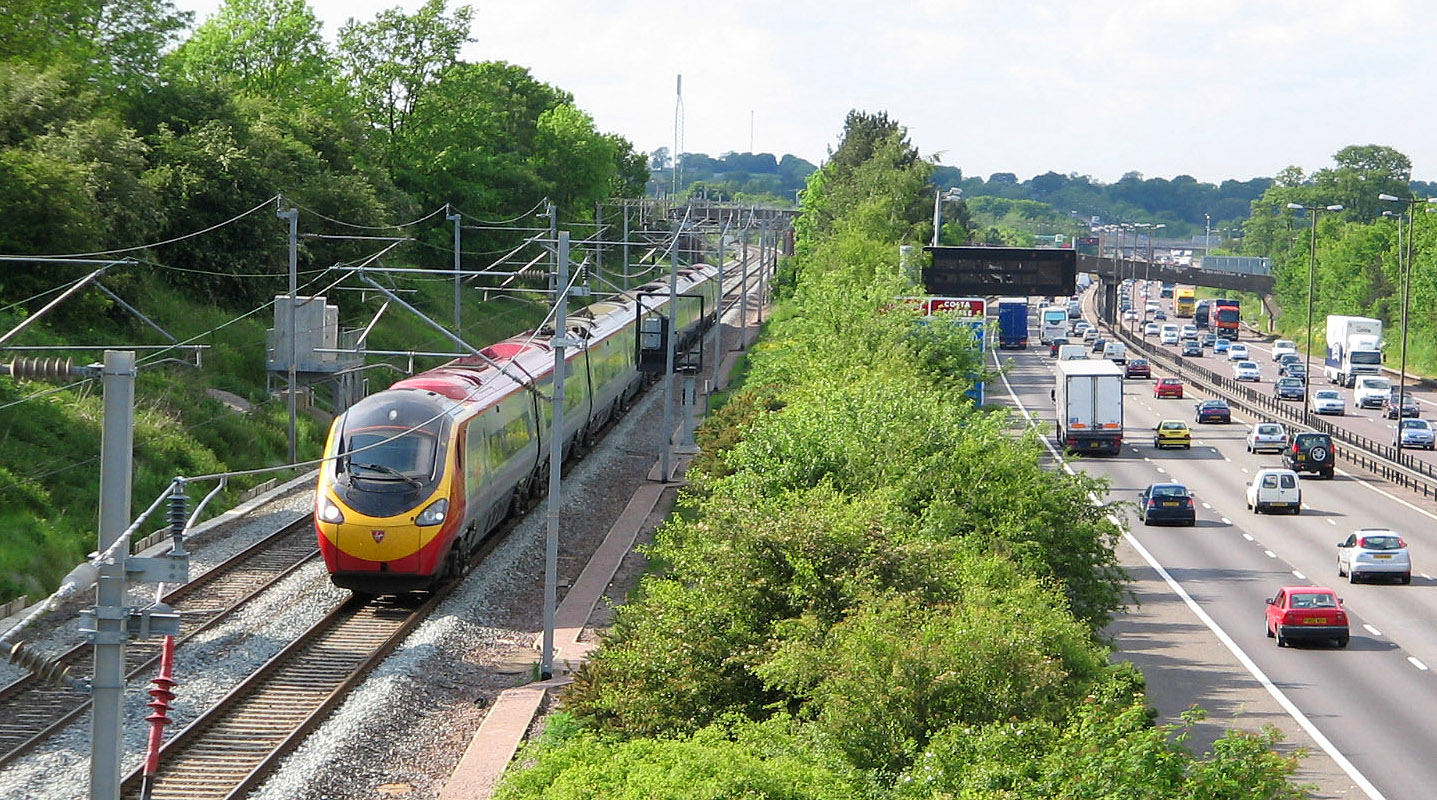
إم1 قرب نورثهامبتون